# Hexachlordigerman
Hexachlordigerman ist eine anorganische Verbindung und ein Chlorid des Germaniums.

## Herstellung
Hexachlordigerman kann in einer Transportreaktion aus Tetrachlorgerman und hochreinem elementarem Germanium gewonnen werden.

## Eigenschaften
Hexachlordigerman ist ein weißer, kristalliner Feststoff, der sich an der Luft zersetzt, bei 32 °C schmilzt und in Tetrachlorgerman und Benzol gut löslich ist.